# Bruno Lechowski
Bruno Bronislaw Lechowski (Varsóvia, 4 de abril de 1887 — Rio de Janeiro, 16 de outubro de 1941) foi um violinista, pintor, desenhista e professor polonês que se radicou no Brasil.

## Biografia
Antes de tomar gosto pela pintura, ainda menino tornou-se um excelente violinista. Mas como os pinceis prevaleceram sobre o arco, foi estudar na Academia de Belas Artes de Kiev e, em seguida, na Academia de São Petersburgo, onde se formou.
Voltou a Varsóvia e, em sua cidade natal, tornou-se professor da Escola de Belas Artes. O artista foi testemunha da instigante vanguarda polonesa. Em 1926 transferiu-se para o Brasil, onde permaneceu até o final de sua vida. No Brasil, pode desabrochar seu lado experimental na pintura, no modo de expor e nos projetos coletivos para a arte. Sua mostra na Galeria do Palace Hotel no Rio, no início da década de 1930, foi uma das mais audaciosas manifestações de arte no país, pela audácia temática, composicional e estridência da paleta. Por sua importância, a obra de Lechowski aguarda por estudos acadêmicos mais atentos, que não estejam restritos a respostas ao mercado de arte.
Sua obra está no acervo do Museu Nacional de Belas Artes e no Museu Oscar Niemeyer, em Curitiba. O Museu de Arte do Rio (MAR) também possui duas pinturas de Lechowski (doações do Fundo Z e Fundo Gustavo Rebello) e incluiu-o na mostra Guignard e o Oriente, em 2014, já que os dois pintores tornaram-se os mais produtivos professores de pintura no período modernista. As aulas de Lechowski no Núcleo Bernardelli atraíam jovens artistas de São Paulo, como Yoshya Takaoka e Yuji Tamaki.
Participou do Núcleo Bernardelli, mas como já era um artista mais velho e com maiores conhecimentos do que seus jovens companheiros, na realidade exerceu o papel de orientador dos demais. Alguns de seus principais orientandos tornaram-se extraordinários pintores, como Milton Dacosta e  José Pancetti. Orientou-os para se libertarem da ideia de temas nacionalistas e regionalistas, desenvolvendo-lhes a consciência moderna de pintura.